# Punta Roncia
La Punta Roncia (3.612 m s.l.m. - in francese Pointe de Ronce), è una montagna delle Alpi Graie collocata in territorio francese, sullo spartiacque fisico tra la Val di Susa e la Maurienne e nei pressi del confine italo-francese. Geograficamente, risulta essere la vetta più alta della Val di Susa.

## Caratteristiche

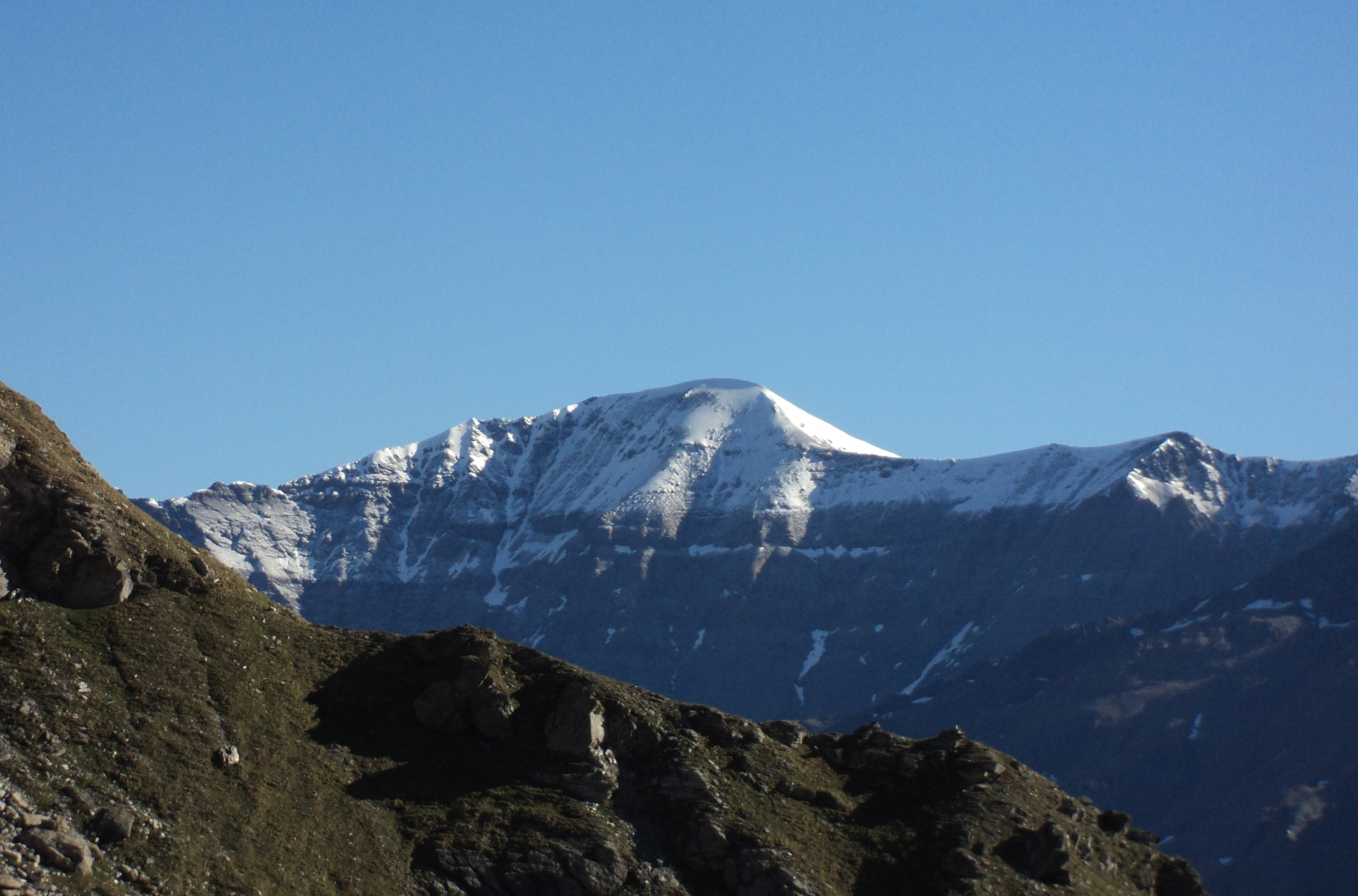
La montagna vista da sud-ovest.

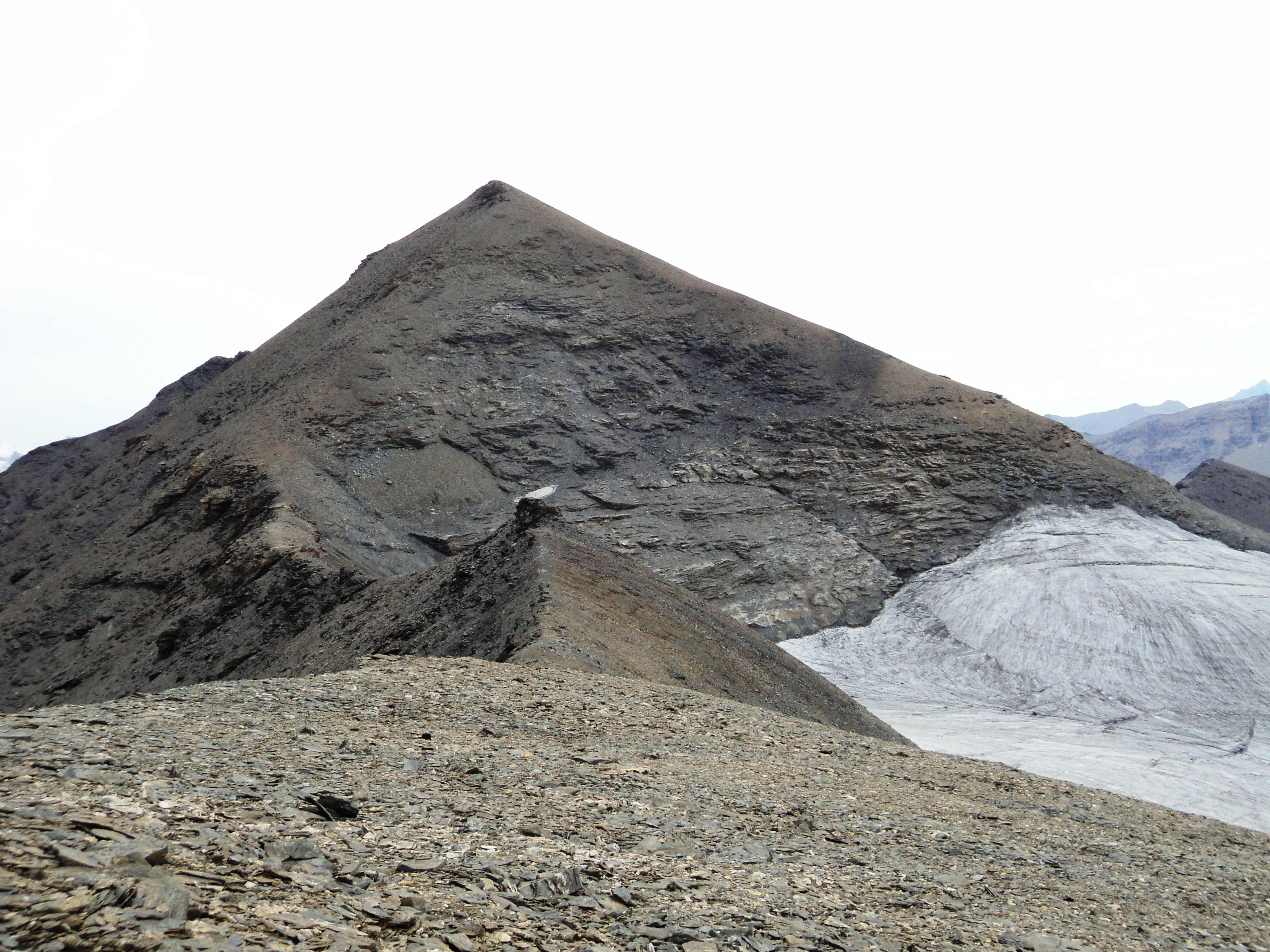
La vetta della Punta Roncia con la cresta sud-est ed il ghiacciaio del Vieux.

Si trova nei pressi del colle del Moncenisio e domina l'abitato di Lanslebourg nell'alta Maurienne. Ampio è l'anfiteatro, denominato Pian delle Cavalle, che si apre ai suoi piedi nel lato ovest verso il Lago del Moncenisio.
Dalla montagna parte una lunga cresta che passando dalla Punta Lamet arriva al Rocciamelone.
Ai piedi della montagna nei versanti maggiormente esposti a nord si adagiano il ghiacciaio dell'Arcelle Neuve e il ghiacciaio del Vieux.
Data l'altezza della montagna ed il particolare isolamento dalla vetta si gode di un ampio panorama sulle montagne circostanti.

## Salita alla vetta
L'accesso alla vetta inizia generalmente dal Lago del Moncenisio. Arrivati a Plan des Fontainettes (2.090 m) dove si trova la caratteristica chiesa a forma piramidale ci si incammina a piedi salendo al Forte Roncia. Nei pressi del forte ci si avvia in direzione nord e per un lungo sentiero che sale con grandi serpentine si raggiunge il Col du Lou (3.042 m). Dal colle si segue la cresta in direzione est superando vari risalti, il maggiore dei quali è costituito dal Signal du Grand Mont Cenis (3.377 m). Infine si arriva alla vetta per la cresta ovest.
In discesa si può ripercorrere l'itinerario di salita oppure si può proseguire scendendo il versante sud-est della montagna e, passando per la Punta Lamet, ritornare al lago del Moncenisio dall'itinerario di discesa di quest'ultima.